# المزدهر
مؤسسة المزدهر الدولية (بالفرنسية: Institut Mozdahir International) هي منظمة دولية غير حكومية وغير ربحية، تأسست سنة 2000 على يد الشريف محمد علي حيدرة.

## تاريخ المؤسسة
تأسست مؤسسة المزدهر في سنة 2000 على يد الداعية الشريف محمد علي حيدرة ويقع مقر المؤسسة في داكار، السنغال بالقرب من حرم جامعة داكار حيث يشتمل الحرم الجامعي الرئيسي للمنظمات غير الحكومية في داكار على مكتبة ومرافق تعليمية. ولها فروع في العديد من الدول الأفريقية مثل مالي وساحل العاج وغينيا بيساو. تمتلك مؤسسة مزدهر أيضًا محطة إذاعية، وهي المحطة الإذاعية الشيعية الوحيدة التي يتم بثها حاليًا في السنغال.

## بعض انشطة المؤسسة
تباشر المؤسسة نشاطاتها في اثني عشر دولة، في مجالات مختلفة مثل التنمية المتعلقة بالتعليم والصحة والزراعة والبيئة وإعادة التحريج والطاقة الشمسية، ولها عدة شراكات مع منظمات غير حكومية رئيسية مثل برنامج الأغذية العالمي، كما تقوم المؤسسة بتنفيذ العديد من مشاريع التنمية في منطقة كازامانس في جنوب السنغال، وكذلك في أجزاء مختلفة من غرب إفريقيا. تدير المنظمة العديد من مشاريع التنمية الريفية مثل إنشاء مزارع موز جديدة واعادة توطين المزارعين في أماكنهم الأصلية.